# Gerald Mohr
Gerald Mohr (11 de junio de 1914 – 9 de noviembre de 1968) fue un actor radiofónico, cinematográfico y televisivo de nacionalidad estadounidense, que a lo largo de su carrera artística trabajó en unos 500 programas de radio, 73 películas y más de 100 shows televisivos.

## Biografía
Nacido en la ciudad de Nueva York, sus padres eran Henrietta Neustadt, una cantante, y Sigmond Mohr. Mohr estudió en la Dwight Preparatory School de Nueva York, donde aprendió el francés y el alemán, además de estudiar piano y entrenarse como jinete. 
Siendo alumno de la Universidad de Columbia, Mohr sufrió una apendicitis y, mientras se recuperaba en un hospital, otro paciente, que era presentador de radio, pensó que la agradable voz de barítono de Mohr era ideal para la radio. Así, Mohr fue contratado por la emisora de radio y se convirtió en reportero. A mediados de la década de 1930, Orson Welles le invitó a sumarse a su compañía Mercury Theatre. Durante su tiempo con Welles, Mohr obtuvo experiencia teatral en el circuito de Broadway con las obras The Petrified Forest y Jean Christophe.
Mohr hizo más de quinientas actuaciones radiofónicas a lo largo de los años 1930, 1940 e inicios de los 1950. Encarnó al detective de Raymond Chandler Philip Marlowe en 119 programas radiofónicos de media hora de duración. También trabajó en The Adventures of Bill Lance, fue uno de los actores que interpretó a Archie Goodwin en Nero Wolfe, con frecuencia fue protagonista en The Whistler, en hizo diferentes papeles en múltiples episodios de Damon Runyon Theater y Frontier Town. Otros programas radiofónicos en los que trabajó fueron Our Miss Brooks, The Shadow of Fu Manchu, Box 13, Escape y Lux Radio Theatre.
Mohr empezó a actuar en el cine a finales de los años 1930, haciendo su primer papel de malvado en el serial de 15 capítulos Jungle Girl (1941). Tras tres años sirviendo en las Fuerzas Aéreas del Ejército de los Estados Unidos durante la Segunda Guerra Mundial, volvió a Hollywood e interpretó a Michael Lanyard en tres cintas de la serie cinematográfica del detective The Lone Wolf en 1946-47. Además, hizo cameos en Gilda (1946) y en Brigada 21 (1951), siendo coprotagonista en The Magnificent Rogue (1946) y The Sniper (1952). En 1949 fue narrador, junto a Fred Foy, de doce episodios de la primera serie de The Lone Ranger.
A partir de los años 1950, fue artista invitado en más de cien series televisivas, entre ellas las de género western The Californians, Maverick, Johnny Ringo, The Alaskans, Lawman, Cheyenne, Bronco, Overland Trail, Sugarfoot, Bonanza, The Rifleman, Randall el justiciero, y Rawhide.
Fuera del género western, Mohr actuó en Crossroads, The DuPont Show with June Allyson, Harrigan and Son, The Barbara Stanwyck Show, Perry Mason, 77 Sunset Strip, Intriga en Hawái, Perdidos en el espacio, y otras muchas series de la época, especialmente las producidas por Warner Brothers y la productora de Dick Powell Four Star Productions.
Mohr también trabajó en el género de la comedia, actuando así en The George Burns and Gracie Allen Show (1951), How to Marry a Millionaire (1958), The Jack Benny Program (1961 y 1962), The Smothers Brothers Show (1965) y The Lucy Show (1968). También tuvo el papel recurrente de Brad Jackson en My Friend Irma (1952), y fue el psiquiatra Henry Molin en el episodio de febrero de 1953 de I Love Lucy, "The Inferiority Complex".
Entre 1954 y 1955 fue Christopher Storm en 41 episodios de Foreign Intrigue, producida en Estocolmo para distribuirse en Estados Unidos. En varios de los capítulos, especialmente en "The Confidence Game" y "The Playful Prince", se le podía oír tocando al piano su composición "The Frontier Theme". Foreign Intrigue fue nominada a un Premio Emmy en 1954 y en 1955.
Otra serie en la que actuó en varias ocasiones, siete, fue Maverick, encarnando dos veces al pistolero Doc Holliday, un papel que repitió en 1958 en un episodio de Tombstone Territory. Mohr hizo también cuatro actuaciones Perry Mason (1961-66), en los episodios "The Case of the Unwelcome Bride", "The Case of the Elusive Element", "The Case of a Place Called Midnight" y "The Case of the Final Fadeout".
En 1964, junto a su segunda esposa, Mai, planeó la formación de una compañía productora cinematográfica con sede en Estocolmo, con guionistas suecos y estadounidenses. La productora iba a realizar comedias, películas de aventura, criminales y dramáticas para distribución internacional. En 1964 hizo una comedia western, rodada en Estocolmo y con localización es Yugoslavia, titulada Wild West Story.
Siguió utilizando su poderosa voz, interpretando a Reed Richards en la serie de animación Los 4 Fantásticos en 1967 y a Linterna Verde en 1968 en otra serie de animación, The Superman/Aquaman Hour of Adventure. En 1968 hizo su último papel para el cine, el de Tom Branca en la película de William Wyler Funny Girl, trabajando por última ocasión para TV en la serie western The Big Valley.
Gerald Mohr viajó a Estocolmo en septiembre de 1968 para protagonizar el episodio piloto de una posible futura serie, Private Entrance, en la cual actuaba la actriz sueca Christina Schollin. Poco después de completar el rodaje, Mohr falleció a causa de un infarto agudo de miocardio en Södermalm, Estocolmo, a los 54 años de edad. Sus restos se conservan en el columbario del Cementerio de Lidingö, Suecia.

## Filmografía

### Cine
- Society Smugglers, de Joe May (1939)
- Tú y yo, de Leo McCarey (1939)
- Panama Patrol, de Charles Lamont (1939)
- Charlie Chan at Treasure Island, de Norman Foster (1939)
- The Housekeeper's Daughter, de Hal Roach (1939)
- The Sea Hawk, de Michael Curtiz (1940)
- The Reluctant Dragon, de Alfred L. Werker (1941)
- The Monster and the Girl, de Stuart Heisler (1941)
- Adventures of Captain Marvel, de John English y William Witney (1941)
- Jungle Girl, de John English y William Witney (1941)
- We Go Fast, de William C. McGann (1941)
- Woman of the Year, de George Stevens (1942)
- The Lady Has Plans,  de Sidney Lanfield (1942)
- Dr. Broadway, de Anthony Mann (1942)
- One Dangerous Night, de Michael Gordon (1943)
- Murder in Times Square, de Lew Landers (1943)
- King of the Cowboys, de Joseph Kane (1943)
- Lady of Burlesque, de William A. Wellman (1943)
- Redhead from Manhattan, de Lew Landers (1943)
- The Desert Song, de Robert Florey (1943)
- A Guy Could Change, de William K. Howard (1946)
- Gilda, de Charles Vidor (1946)
- The Notorious Lone Wolf, de D. Ross Lederman (1946)
- Young Widow, de Edwin L. Marin (1946)
- The Catman of Paris, de Lesley Selander (1946)
- The Truth About Murder, de Lew Landers (1946)
- Passkey to Danger, de Lesley Selander (1946)
- Dangerous Business, de D. Ross Lederman (1946)
- The Invisible Informer, de Philip Ford (1946)
- The Magnificent Rogue, de Albert S. Rogell (1946)
- The Lone Wolf in Mexico, de D. Ross Lederman (1947)
- Heaven Only Knows, de Albert S. Rogell (1947)
- The Lone Wolf in London, de Leslie Goodwins (1947)
- Flora, de Alex Lovy (1948) - corto
- Two Guys from Texas, de David Butler (1948)
- Movies Are Adventure, de Jack Hively (1948) - corto
- Bad Men of Tombstone, de Kurt Neumann (1949)
- The Blonde Bandit, de Harry Keller (1950)
- Wyoming Mail, de Reginald Le Borg (1950)
- Undercover Girl, de Joseph Pevney (1950)
- Southside 1-1000, de Boris Ingster (1950)
- Hunt the Man Down, de George Archainbaud (1950)
- Bullfighter and the Lady, de Budd Boetticher (1951)
- Sirocco, de Curtis Bernhardt (1951)
- Brigada 21, de William Wyler (1951)
- Ten Tall Men, de Willis Goldbeck (1951)
- Smoky Canyon, de Fred F. Sears (1952)
- The Sniper, de Edward Dmytryk (1952)
- Montana Territory, de Ray Nazarro (1952)
- The Duel at Silver Creek, de Don Siegel (1952)
- Son of Ali Baba, de Kurt Neumann (1952)
- It Grows on Trees, de Arthur Lubin (1952)
- The Ring, de Kurt Neumann (1952)
- Invasion U.S.A., de Alfred E. Green (1952)
- The 49th Man, de Fred F. Sears (1953)
- Raiders of the Seven Seas, de Sidney Salkow (1953)
- The Eddie Cantor Story, de Alfred E. Green (1953)
- El jinete loco, de George Marshall (1953)
- Dragonfly Squadron, de Lesley Selander (1954)
- The Buckskin Lady, de Carl K. Hittleman (1957)
- The Night the World Exploded, de Fred F. Sears (1957)
- Raiders of Old California, de Albert C. Gannaway (1957)
- My World Dies Screaming, de Harold Daniels (1958)
- Guns, Girls, and Gangsters, de Edward L. Cahn (1959)
- Date with Death, de Harold Daniels (1959)
- The Angry Red Planet, de Ib Melchior (1959)
- This Rebel Breed, de Richard L. Bare y William Rowland (1960)
- Wild West Story, de Börje Nyberg (1964)
- The Family Jewels, de Jerry Lewis (1965)
- 1967 Busch Advertisement (1967) - corto
- Funny Girl, de William Wyler (1968)

### Televisión
- The Lone Ranger, 18 episodios (1949-1950)
- The Ford Theatre Hour, un episodio (1951)
- Stars Over Hollywood, un episodio (1951)
- My Friend Irma, un episodio (1952)
- Sky King, un episodio (1952)
- The George Burns and Gracie Allen Show, un episodio (1952)
- Private Secretary, 2 episodios (1953-1956)
- I Love Lucy, un episodio (1953)
- Foreign Intrigue, 40 episodios (1954-1955)
- Letter to Loretta, 2 episodios (1954-1955)
- Four Star Playhouse, un episodio (1954)
- It's Always Jan, un episodio (1955)
- Cheyenne, 2 episodios (1956-1961)
- Climax!, un episodio (1956)
- Warner Brothers Presents, un episodio (1956)
- Schlitz Playhouse of Stars, un episodio (1956)
- Zane Grey Theater, un episodio (1956)
- Crossroads, un episodio (1956)
- The Red Skelton Show, 4 episodios (1957-1960)
- Maverick, 7 episodios (1957-1961)
- Conflict, un episodio (1957)
- Sugarfoot, 2 episodios (1958-1959)
- Bronco, 3 episodios (1958-1962)
- The Californians, un episodio (1958)
- Love That Jill, un episodio (1958)
- Tombstone Territory, un episodio (1958)
- Alcoa Theatre, un episodio (1958)
- Goodyear Theatre, un episodio (1958)
- How to Marry a Millionaire, un episodio (1958)
- Randall, el justiciero, un episodio (1958)
- Target, un episodio (1958)
- The DuPont Show with June Allyson, 2 episodios (1959-1960)
- Bat Masterson, 2 episodios (1959-1961)
- 77 Sunset Strip, 2 episodios (1959-1961)
- Intriga en Hawái, 3 episodios (1959-1963)
- The Texan, un episodio (1959)
- The Rough Riders, un episodio (1959)
- Rawhide, un episodio (1959)
- Tightrope, un episodio (1959)
- Johnny Ringo, un episodio (1959)
- Outlaws, 3 episodios (1960-1961)
- Bonanza, 3 episodios (1960-1968)
- Tales of Wells Fargo, un episodio (1960)
- The Alaskans, un episodio (1960)
- The Betty Hutton Show, un episodio (1960)
- Lawman, un episodio (1960)
- The Deputy, un episodio (1960)
- Men Into Space, un episodio (1960)
- Overland Trail, un episodio (1960)
- The Aquanauts, un episodio (1960)
- Stagecoach West, un episodio (1960)
- The Barbara Stanwyck Show, un episodio (1960)
- Harrigan and Son, un episodio (1960)
- The Jack Benny Program, 2 episodios (1961-1962)
- Perry Mason, 4 episodios (1961-1966)
- The Case of the Dangerous Robin, un episodio (1961)
- King of Diamonds, 2 episodios (1961)
- Ripcord, 2 episodios (1962)
- Surfside 6, 2 episodios (1962)
- The Third Man, un episodio (1962)
- The Dick Powell Show, un episodio (1962)
- The Rifleman, un episodio (1962)
- El agente de CIPOL, un episodio (1965)
- The Rogues, un episodio (1965)
- Insight, un episodio (1965)
- The Bravo Duke (1965)
- Burke's Law, un episodio (1965)
- The Smothers Brothers Show, un episodio (1965)
- Death Valley Days, 2 episodios (1966)
- Pistols 'n' Petticoats, un episodio (1966)
- Perdidos en el espacio, un episodio (1966)
- Voyage to the Bottom of the Sea, un episodio (1966)
- Fantastic 4, 18 episodios (1967-1968)
- La chica de CIPOL, un episodio (1967)
- Iron Horse, un episodio (1967)
- Laredo, un episodio (1967)
- The Superman/Aquaman Hour of Adventure, un episodio (1967)
- The Lucy Show , un episodio (1968)
- Private Entrance (1968)
- Aquaman (1968) (voz)
- The Big Valley, un episodio (1969)